# Süderaußendeich
Süderaußendeich (auch Seefelderaußendeich) ist ein Ortsteil (Bauerschaft) von Seefeld in der Gemeinde Stadland in Niedersachsen. Norderaußendeich schließt sich an die Bauerschaft an.

## Geschichte
Das Seefelder Außendeichsland wurde 1591 bedeicht. Zu dieser Zeit herrschte der Oldenburger Graf Johann VII. über das Gebiet. Aus dem Jahr 1729 ist ein als Abschrift erhaltener Bauerbrief überliefert, „für die außendeicher Hausleute Mittel-Bauer, sonst auch Seefelder außendeicher Hausleute, Süder-Bauer genannt.“ Dieser Bauerbrief war ein Ersatz für einen Bauerbrief von 1660 bis 1667, dieser war 1698 bestätigt worden, ging aber während der Weihnachtsflut 1717 verloren.

### Verwaltungsgeschichte
Süderaußendeich war Teil der Vogtei Schwei. Im Jahr 1815 war die Bauerschaft zweigeteilt, es gab die Seefelder Süderaußendeicher Hausleute (187 Einwohner) und die Seefelder Süderaußendeicher Köter (105 Einwohner). Von 1933 bis 1948 gehörte Süderaußendeich zur Gemeinde Abbehausen.

## Demographie
| Jahr | Einwohner |
| ---- | --------- |
| 1815 | 285       |
| 1855 | 379       |
| 1925 | 286       |
| 1939 | 135       |
| 1946 | 234       |
| 1950 | 247       |
| 1961 | 195       |
| 1970 | 81        |